# خنفساء الرسغ النحيل
خنفساء الرسغ النحيل (الاسم العلمي: Leptinotarsa)، جنس حشرات خنفسية من غمديات الأجنحة وفصيلة خنافس الورق.
الاسم العلمي مشتق من اللاتينية الجديدة lept- + -ino- (نحيل) + tarsa (رسغ).